# Der Tod eines Bienenzüchters
Der Tod eines Bienenzüchters (Originaltitel: En biodlares död) ist ein 1978 in Stockholm  erschienener Roman des schwedischen Philosophen und Literaten Lars Gustafsson. Der Roman ist der letzte von fünf Teilen seines Zyklus Risse in der Mauer.

## Handlung
Der ehemalige Volksschullehrer Lars Westin, der isoliert und als Bienenzüchter auf dem Land lebt, erkrankt mit Mitte 40. Allmählich verdichtet sich der Verdacht auf Krebs und ihm wird eine Gewebeprobe entnommen. Aber den Brief mit dem Laborergebnis verbrennt Westin ungelesen: „… denn wenn ich ihn nicht aufmache, wird es immer noch eine Art Hoffnung geben.“ In den folgenden Monaten zwischen Februar und Mai (?) schreibt er seine Gedanken in drei Notizbüchern nieder, die, wie dem Vorspiel zu entnehmen ist, von einem anonym bleibenden Ich-Erzähler als Westins hinterlassene Aufzeichnungen veröffentlicht werden.
Westin reflektiert in seinen Notizen seine Kindheit und Berufswahl, das Scheitern seiner Ehe, die subtile Kultur der Vorwürfe in der schwedischen Mittelschicht, seine Erfahrungen mit dem schwedischen Gesundheitswesen, seine Naturverbundenheit und selbstgewählte Isolierung. In der Auseinandersetzung mit den ihn in Wellen durchflutenden Schmerzen wird er sich seines Körpers und seines In-der-Welt-Seins auf neue Art bewusst. Er zeichnet sich als einen bisher oberflächlichen, egoistischen und selbstmitleidigen Menschen, der Probleme so lange wie möglich ignoriert hat und weder an seiner Ausbildung noch an seiner Frau wirklich interessiert gewesen ist.
Aber in dieser Krise erinnert er sich neben seinen Schwächen auch an andere Momente seines Lebens: an die erstaunlichen Erfolge seines Onkels Sune auf dem Schwarzmarkt der 40er Jahre zum Beispiel. Oder Westin rekonstruiert in der Erinnerung an seinen furchtlosen Jugendfreund Nicke eine Textur des Handelns und des Widerstands, in der er Trost und wenigstens eine abstrakte Möglichkeit des Neuanfangs wiederfindet. 
Diese Inspektion seines Lebens verändert Westin: Als Volksschullehrer und als freiwilliger, frühverrenteter Bienenzüchter habe er sein Leben verplempert, er sei in allen Dingen und Beziehungen nicht neugierig genug auf ihre Geheimnisse gewesen, er habe zu wenig gewollt: „Wir fangen noch einmal an. Wir geben nicht auf.“ Doch die Schmerzen kommen zurück und gewinnen nun die Oberhand – ein Krankenwagen transportiert ihn ins Krankenhaus.

## Erzählweise
Das Vorwort, die dann folgende Quellenübersicht und die Zusammensetzung der sieben Abschnitte aus den undatiert hinterlassenen Notizen des gelben, blauen und des beschädigten Notizbuches vermitteln den Eindruck einer postumen Veröffentlichung. Aber der anonyme Herausgeber schließt das Überleben Westins nicht explizit aus: Der Inhalt des Laborberichts wird eben nie bekannt, das Motto Westins (Wir fangen noch einmal an…) ist auch das des Herausgebers. Dieser leitet sein Vorwort damit ein, was eine logische Konsequenz von Westins neuer Neugier (Ich habe in meinem Leben das Reisen versäumt...) auf das Leben wäre: Das Erlebnis eines Morgens auf einer Reise ins amerikanisch-mexikanische Grenzland. 
Die Erzählung wird in einem meist lakonischen Stil präsentiert, der die anfängliche Symbolik allmählich metaphorisch ergänzt. Die Passage über die enormen Fähigkeiten von Westins Onkel Sune, in den Kriegszeiten seinen Kaufmannsladen zu führen, wird mit viel Humor erzählt, sodass nicht nur für Westin ein anderer Umgang mit dem Leben möglich scheint. Das Figurenhandeln akzentuiert auf mehreren Ebenen eine Textur der aktiven Anfänge, die vielleicht die Moral der Geschichte ausmachen. 

## Verfilmung
1986 wurde das Buch vom Regisseur Theo Angelopoulos unter dem Titel Der Bienenzüchter verfilmt. Das Drehbuch wurde von Tonino Guerra geschrieben.